# Partidul Legii și Dreptății
Partidul Legii și Dreptății (PLD), anterior numit Partidul Dreptății Social-Economice din Moldova, este un partid politic din Republica Moldova.

## Istorie
Partidul Dreptății Social-Economice din Moldova (PDSEM) a fost fondat la 25 iulie 1997.
Primul președinte al PDSEM, Marina Livițchi, a fost un membru marcant al Partidului Democrat Agrar din Moldova (actualul Partid Agrar din Moldova), formațiune care a promovat-o în calitate de deputat în perioada legislaturii a XIII-a (1994–1998) a Parlamentului RM.
Pe parcursul existenței PDSEM a fost activ mai mult în ajunul campaniilor electorale. Din anul 2001, PDSEM a traversat o perioadă lungă de criză, la un moment dat punându-se problema suspendării activității acestuia.
La congresului formațiunii din 19 ianuarie 2005, la propunerea Marinei Livițchi, delegații la congres l-au ales în calitate de președinte al PDSEM pe Nicolae Alexei, care în perioada 2001–2005 a fost deputat în Parlamentul RM din partea Partidului Popular Creștin-Democrat.
Pe 3 martie 2007, Congresul III al PDSEM a decis schimbarea denumirii Partidului Dreptății Social-Economice în Partidul Legii și Dreptății.

## Rezultate electorale
PDSEM a participat la alegerile parlamentare din 1998, obținînd 1,95% din sufragiile valabil exprimate, și la alegerile locale generale din 1999. 
Rezultatele participării PDSEM la alegerile parlamentare din 6 martie 2005: a obținut 25.870 de voturi valabil exprimate (1,66%), ceea ce nu i-a permis să depășească pragul electoral de 6%.